# آفتاب و زمین
آفتاب و زمین یک مجموعه تلویزیونی محصول سال ۱۳۷۹–۱۳۷۸ به کارگردانی جواد شمقدری،  و تهیه‌کنندگی علیرضا سجادپور است که از شبکه دو پخش شد.
این فیلم به مقطع تولد و زندگی سید روح‌الله خمینی و خانواده‌اش در شهر خمین می‌پردازد.

## بازیگران
- ولی‌الله مؤمنی
- بهمن دان
- رضا سعیدی
- ماشاالله شاهمرادی‌زاده
- فرهاد خان‌محمدی
- حسین انصاری
- لعیا باستانی
- برات‌الله شیبانی
- رانا قیصر نژادی